# Dadányi Naum György
Dadányi Naum György (1695 – 1758) vagy grúz átírás szerint Naum Giorgi Dadiani, grúzul: ნაუმ გიორგი დადიანი (სამეგრელო), mingrélül: ნაუმ გიორგი დადიანი (სამარგალო), latinul: Georgius Dadian, Mingrélia (Szamegrelo/Szamargalo/Odisi) hercege. A Dadiani-házból származott, amelynek a magyar ága, a Dadányi család tóle eredt. Családnevét 1715-ben Dadányi-ra magyarosította. (ifjabb) Bagrationi Tinatini mingréliai fejedelemné mostohafia és Dadiani György mingréliai trónörökös öccse és Dadányi György (6. generációs) felmenője. Nevét az ortodox Szent Naum tiszteletére kapta.

## Családja

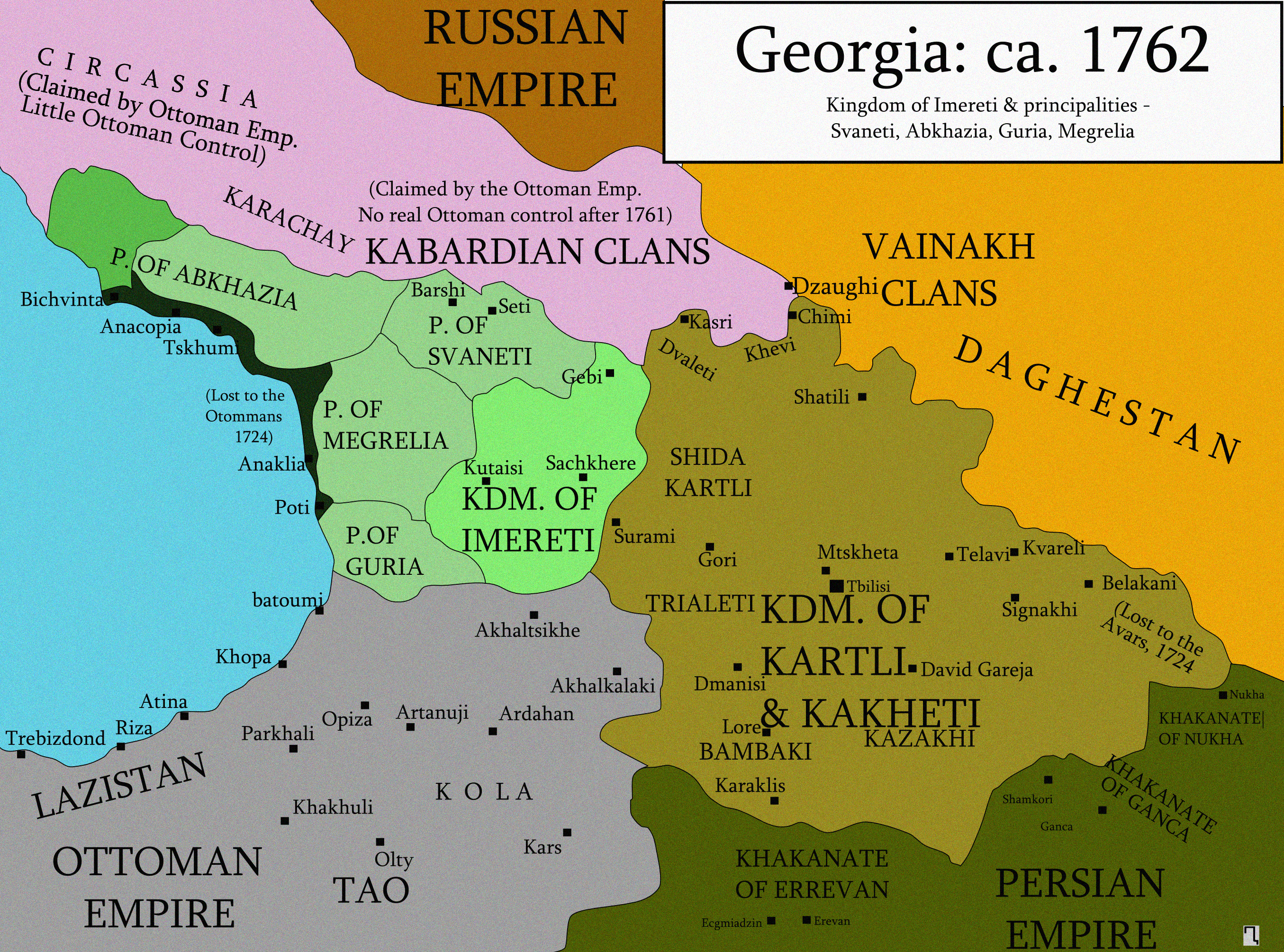
Mingrélia a XVIII. században.

A grúziai Mingrélia uralkodócsaládjának, a Dadiani-háznak a tagjaként IV. Leó mingréliai fejedelemnek egy ismeretlen nevű és származású ágyasától született házasságon kívüli fia volt.
IV. Leót (Levani) 1691-ben trónfosztották, aki az Oszmán Birodalomba menekült, és Konstantinápolyban halt meg 1694-ben vagy utána.
A  felesége a Bagrationi-házból származó (ifjabb) Tinatini (1678–1725) hercegné, V. Bagratnak, Imereti királyának a lánya és (idősebb) Bagrationi Tinatini mingréliai fejedelemnének, IX. Leó mostphaanyjának az unokahúga volt, aki Nino nővér néven ortodox apáca lett, és Oroszországba menekült, ahol VI. Vahtang grúz királyhoz, II. Tamar grúz királynő apjához csatlakozott a száműzetésben, és Moszkvában halt meg 1725. augusztus 21-én vagy akörül.
IV. Leónak a gyermekei azonban egy kivétellel az ágyasaitól születtek, mint ahogy IV. Leó is házasságon kívül született gyermek volt. A nyolc fia közül heten különböző országokban, Oroszországban, Lengyelországban, Moldvában, illetve az Oszmán Birodalomban telepedtek le.

## Dadányi Magyarországon
Maga Naumi Giorgi Dadiani, aki már az apja halála után születhetett 1695-ben, Magyarországra került a bátyjával, Konstantini Dadiani herceggel együtt, és 1715. májusa előtt a Pozsony vármegyei Szentgyörgyön telepedett le, ahol Georgius Dadián néven vették jegyzékbe 1715 májusában és augusztusában. Magyarosított neve Dadányi Naum György lett.

## Házassága és gyermekei
A felesége a szintén vele menekült Servasidze hercegnő volt, akitől három fia, György, Mihály és Miklós született, akik közül a két kisebb az apjuk halála (1758) után Lengyelországba ment, az idősebb György (1720–1774), aki 1720-ban jött a világra, viszont Magyarországon maradt, és Miskolcon halt meg 1774. július 24-én, a földi maradványait pedig a Mindszenti temetőben ortodox szertartással helyezték örök nyugalomra.
Dadányi György fiai, Dadányi Naum Levan György (1756–1802) és idősebb Dadányi Konstantin (?–1785 körül) 1781/82-ben megvették a Temesvártól délnyugatra fekvő, akkor Torontál vármegyei Gyülvész települést, és ekkortól vették fel a nevükbe a gyülvészi jelzőt (gyülvészi Dadányi, Dadányi de Gyülvész). II. József 1784. január 30-án a Magyar Királyság nemeseinek a sorába emelte a gyülvészi Dadányi családot, és ezzel a grúz fejedelmi család magyar nemesi címet szerzett. Dadányi Naum Levan György másodszülött fia, ifjabb Dadányi Konstantin (1783–1854) magyar nemességét I. Ferenc magyar király 1800. június 28-án megerősítette.

### Gyermekei

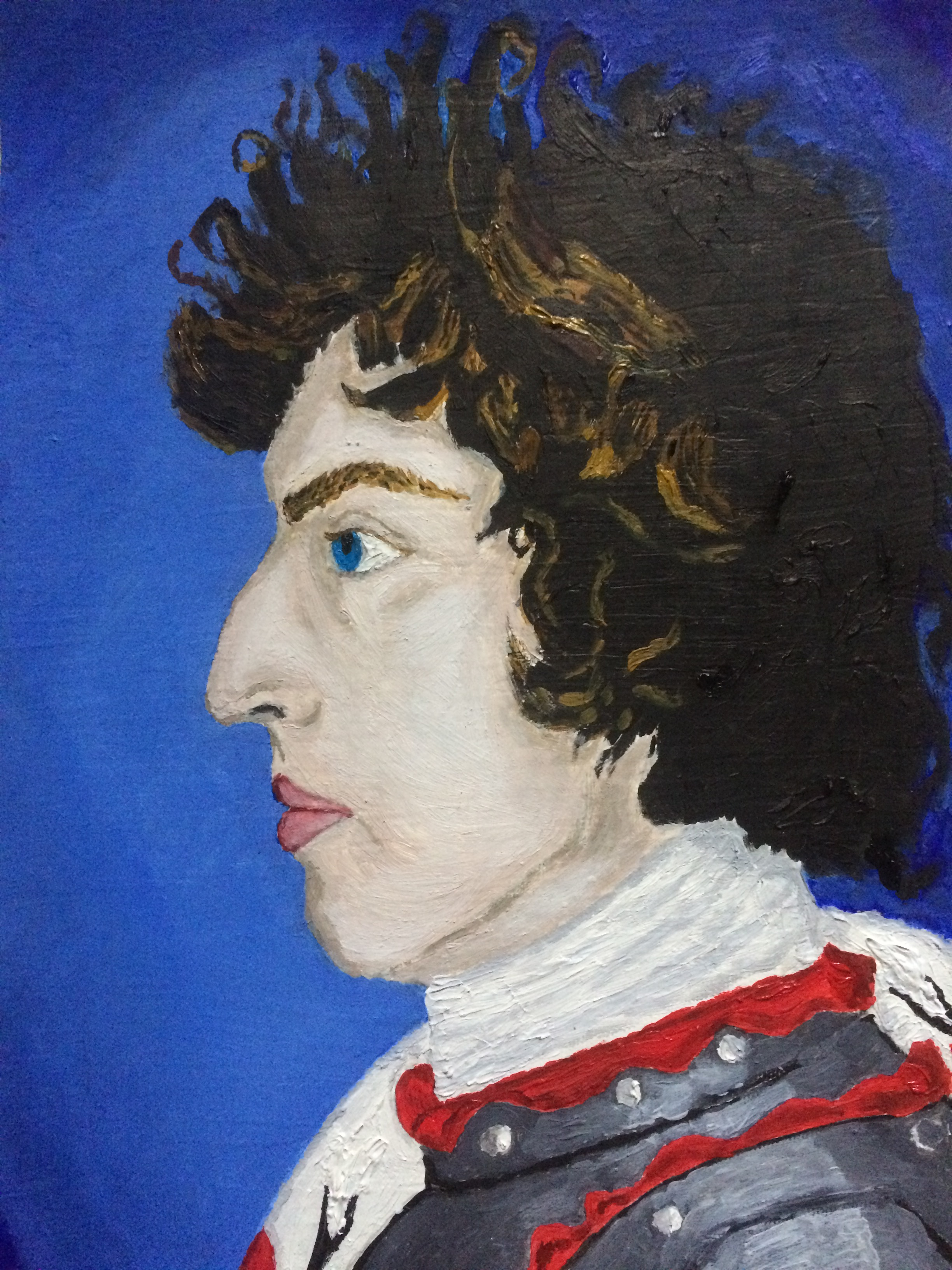
Bátyja, Giorgi Dadiani (Jegor Leontyevics Dagyianyi) (1683–1765) herceg, IV. Leó elsőszülött (természetes) fia, Sege Jagat (Szergej Igorevics Zsagat) (1991–) festménye (2017).

- Feleségétől, Sirvasidze N. hercegnőtől, 3 fiú:
  - Dadányi György (1720–1774), felesége N. N., 2 fiú:
    - Dadányi Naum Levan György (1756–1802), gyülvészi, 1784-ben magyar nemességet kapott, felesége a korfui eredetű Economo Mária (Μαρία Οικονόμου) (?–1796), 6 gyermek, többek között:
      - Dadányi Konstantin (1783–1854), ifjabb, felesége Damjanovics Erzsébet (1791–1850), 7 gyermek, többek között:
        - Dadányi Pál (1814–1882), 1. felesége Zákó Katalin, gyermekei nem születtek, 2. felesége Joanovits Fruzsina (Róza) (1824–1881), 4 gyermek, többek között:
          - (2. házasságból): Dadányi Jenő (1843–1912), felesége Damaszkin Margit (1853–1942), 6 gyermek, többek között:
            - Dadányi György (1893–1969) író, 1. felesége Kádár Erzsébet (1901–1946) író, 1 leány, 2. felesége Kéry Mária, gyermekük nem született, összesen 1 leány

    - Dadányi Konstantin (?–1785 körül), idősebb, gyülvészi, 1784-ben magyar nemességet kapott, 2 gyermek

  - Mihály, 1758 után Lengyelországban telepedett le, utódok
  - Miklós, 1758 után Lengyelországban telepedett le, de 1774-ben visszatért Magyarországra, 1784 körül megerősítik a lengyel nemességét